# Khinkali

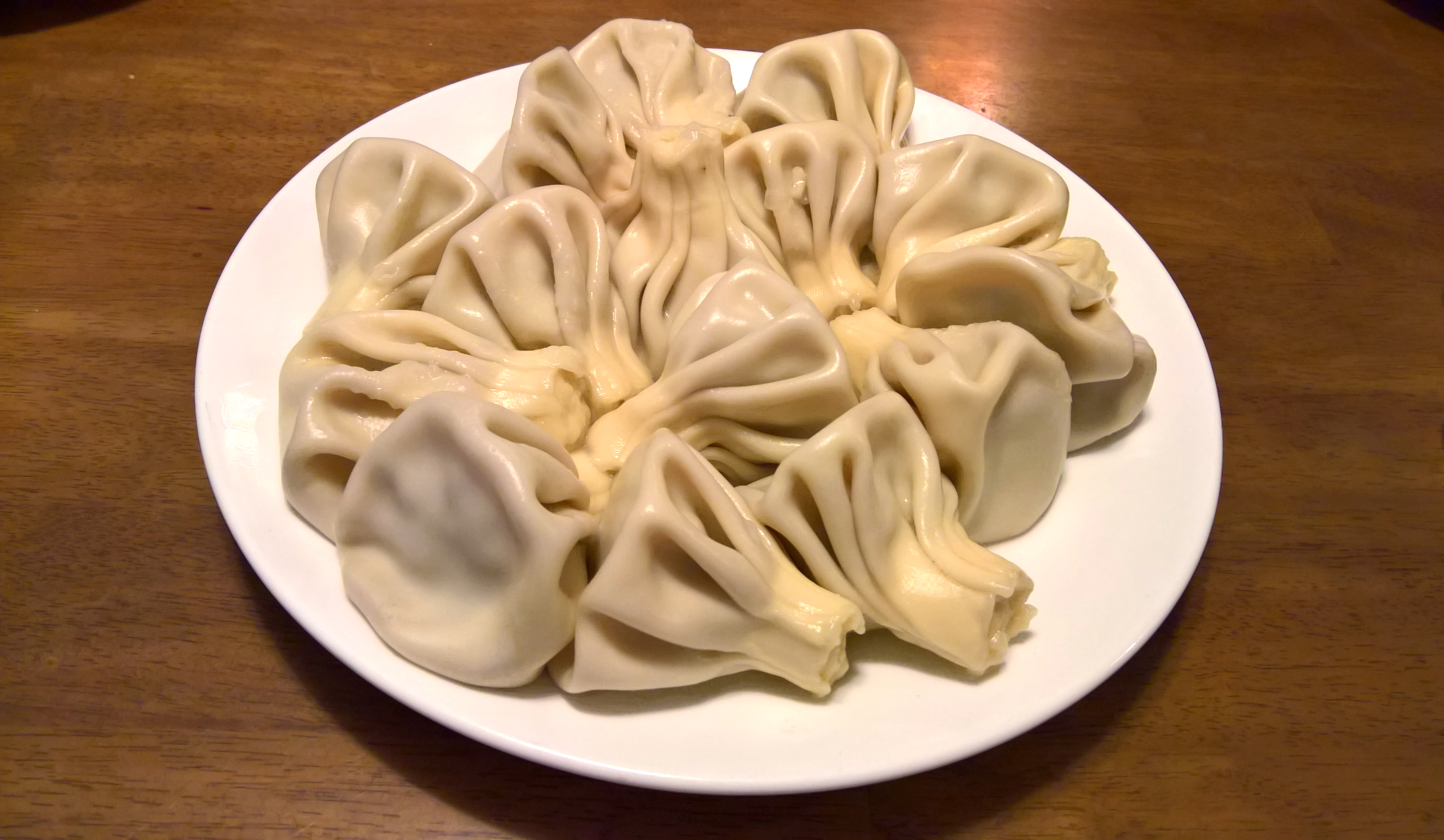
Khinkali, ainda sem a pimenta

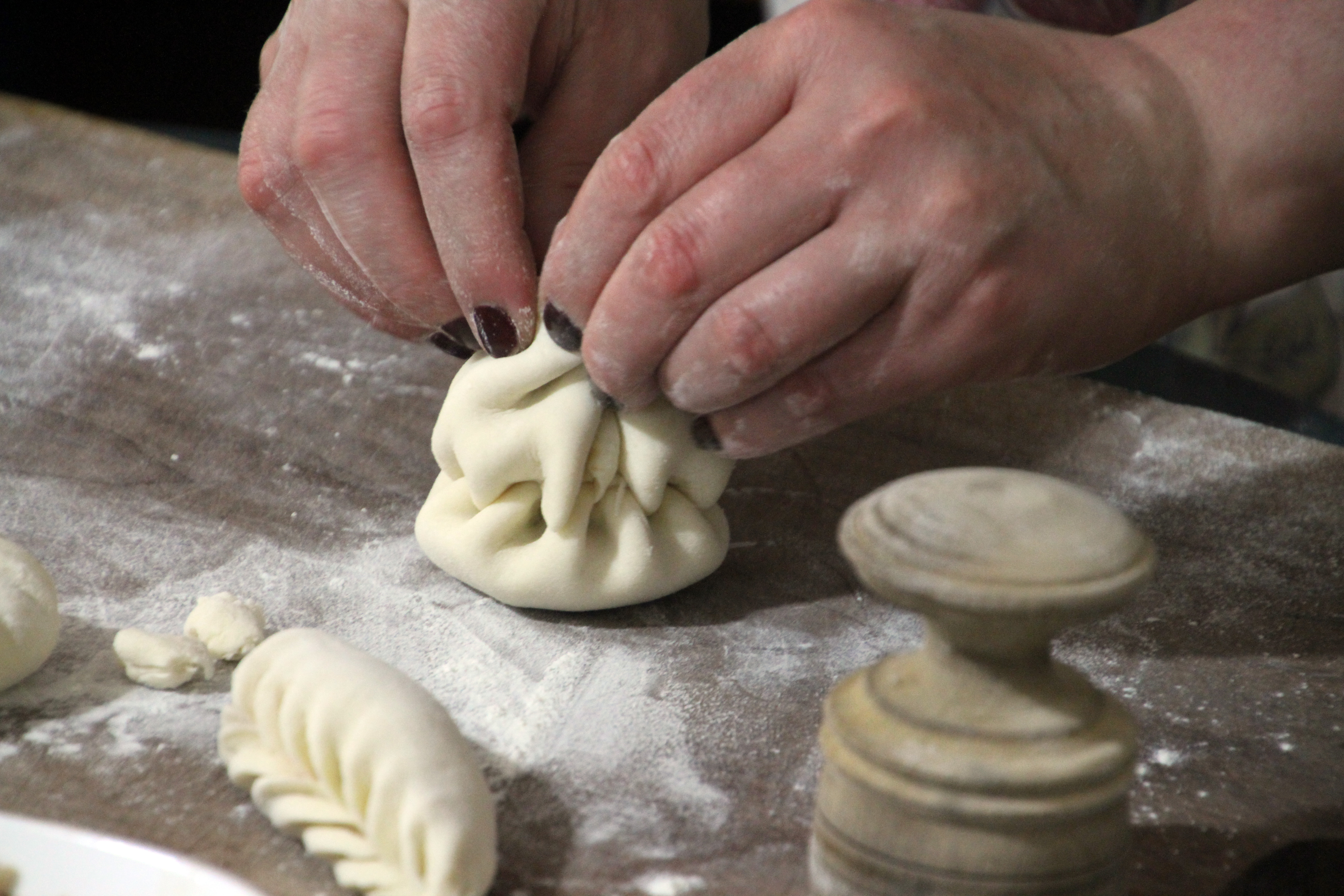

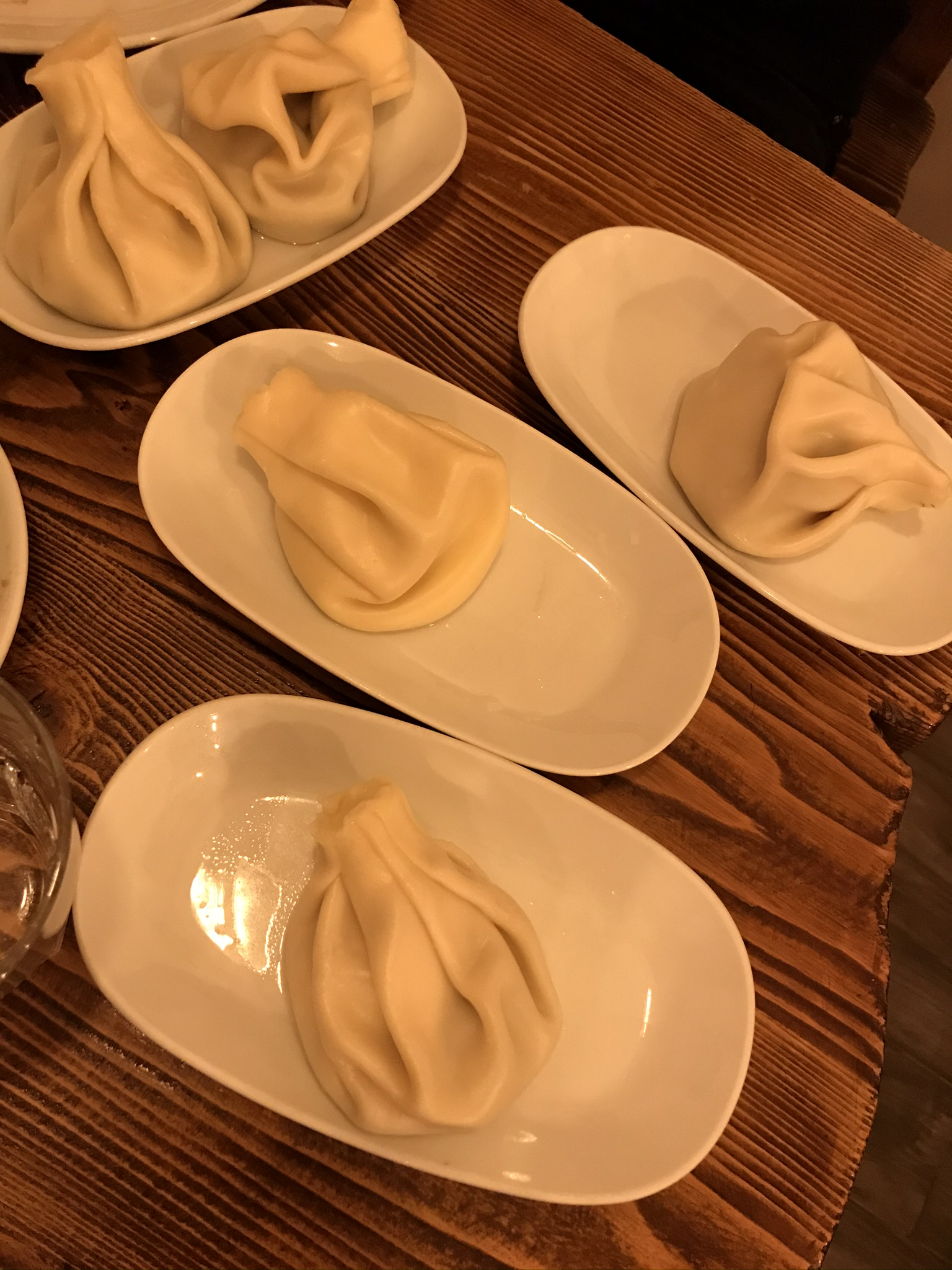
Chinkali, Georgia

Khinkali (ხინკალი, em língua georgiana) são pasteis de massa cozidos, típicos da Geórgia; são especialmente consumidos em restaurantes chamados “sachinkle”, normalmente com uma cerveja.
A massa é feita com farinha de trigo, água, sal e ovos inteiros (opcional) e amassada até se poder tender; cobre-se e deixa-se repousar, enquanto se prepara o recheio. Este pode ser baseado em carne moída, cogumelos ou queijo. A carne pode ser de vaca, de borrego (preferida nas aldeias das montanhas), de porco, ou duma mistura de carnes; a carne mistura-se com cebola e salsa picadas, sementes de alcaravia moídas, sal e pimenta, acrescentando água ou caldo para poder misturar. Por vezes, cozinha-se uma pequena quantidade do recheio para verificar os temperos. A salsa é opcional, assim como a pimenta vermelha ou páprica.
O recheio de queijo é feito preferencialmente com dois tipos de queijo locais: o sulguni, parecido com a mozzarella, e o chanakh, curado em salmoura, como o feta. O queijo é esmagado, misturado com manteiga e temperado com ervas aromáticas.
A massa é estendida sem ficar demasiado fina e nela cortam-se rodelas, que se estendem de novo para ficar uma camada fina. Coloca-se uma boa porção de recheio no centro de cada rodela fina e fecham-se na forma duma pera, deixando no topo uma espécie de "botão" de massa. Os pasteis são cozidos em água com sal durante o tempo suficiente para cozinhar o recheio. Servem-se quentes, polvilhados com uma boa quantidade de pimenta preta moída de fresco.
A forma de comer os khinkali também tem algumas variantes: uma fonte indica que se devem abrir os pasteis e consumir apenas o recheio; outra diz que se deve arrancar o “botão” de fecho com os dentes e apreciar o molho que está dentro; os botões são guardados na beira do prato, para que cada comensal conheça o seu apetite. Este botão tem nomes tradicionais em georgiano: “kudi” (ქუდი), ou “chapéu”, ou ainda “kuchi” (კუჭი), ou “umbigo”.